# Reök-palota
A Reök-palota Szeged belvárosában található szecessziós épület, amely 1907-ben épült Magyar Ede tervei alapján.

## Története

### Előzmények
Magyar Ede, az épület tervezője tragikusan rövid életében mindössze nyolc alkotó év jutott osztályrészül. Az európai utazásai során megismert és magával hozott élményanyagot és formavilágot felhasználva tervezte meg legszebb alkotását a Szeged, Tisza Lajos körút 56. számú lakóházat, a Reök-palotát. Az épület a magyar szecesszió egységes, tiszta stílusú megtestesülése, európai viszonylatban is a legszebbek egyike. A belvárosban a Kölcsey utca és a Feketesas utca sarkán szép telek állt rendelkezésére, az előtte levő tér a létesítendő épületre megfelelő rálátást is biztosított. A megrendelő Reök Iván, a Folyammérnöki hivatal vezetője, kultúrmérnök, gazdag földbirtokos, országgyűlési képviselő.

### Kivitelezés

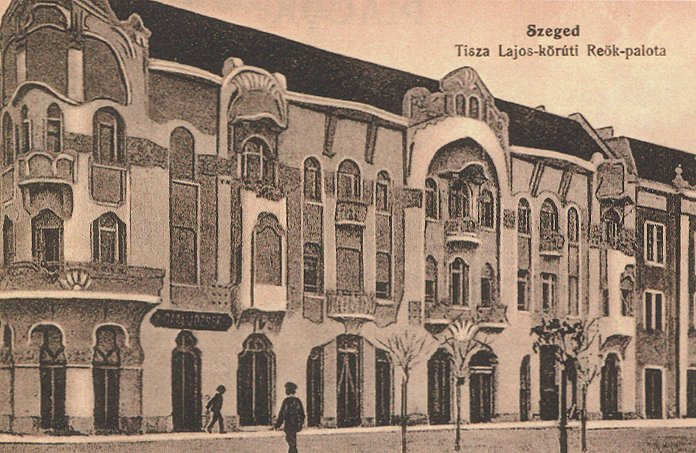
Egy 1907-es képeslapon

Az épület engedélyezési terveit 1906. július 2-án nyújtotta be a városépítési bizottsághoz. Az engedélyezési terveken a homlokzati terv – a későbbi nyíláselrendezéssel szemben – neobarokk részletekkel és díszítményekkel volt tagolva, óvatosságból, hogy az építési hatóságtól jóváhagyást nyerjen.
A palota 1907 novemberében készült el luxus kivitellel, többnyire helyi művészek és mesteremberek közreműködésével. A kétemeletes saroképület minden részletén a szecesszió jellemző formakincsei fedezhetők fel a stilizált virágmotívumok, az éles vonalak elkerülése, a gyűrött falfelületek, az alapvető falsíkok hullámos kialakításának alkalmazása révén. Magyar Ede a homlokzati felületeket vízszintes és függőleges irányban, plasztikus szobrászati eszközökkel alakította ki. A nyitott és zárt erkélyek változatos kialakítása is rendhagyó módon lett megépítve. A kivitelezés során Winkler és Társai pesti épületszobrászok valódi méretű szénvázlatok alapján rabic-hálóra vagy a nyers felületre hordták fel a gipszes mészhabarcs pépet. A motívumokon további, az építtető foglalkozására utaló vízinövények szimbólumain túlmenően más ornamenseket is láthatók. Így a főbejárat feletti orommezőbe komponált két lófej a lótenyésztéssel is foglalkozó földbirtokosra, míg a sarokrész tetején alig észrevehetően terpeszkedő nagy szárnyú madár az egykori Feketesas utcára utal. A kovácsoltvas munkákat a Kiss János szegedi lakatosmester műhelyében dolgozó Fekete Pál díszkovács készítette Magyar Ede rajzai alapján. Vélhetően a romániai Brailában látott párkányok alatti falmezők festményei hatására készítette el az épület homlokzati falmezőiben a művészi kivitelű vízitündér-képeket, Reök Iván családjának őszinte megbotránkozására, akik a falfestményeket csakhamar lekapartatták.

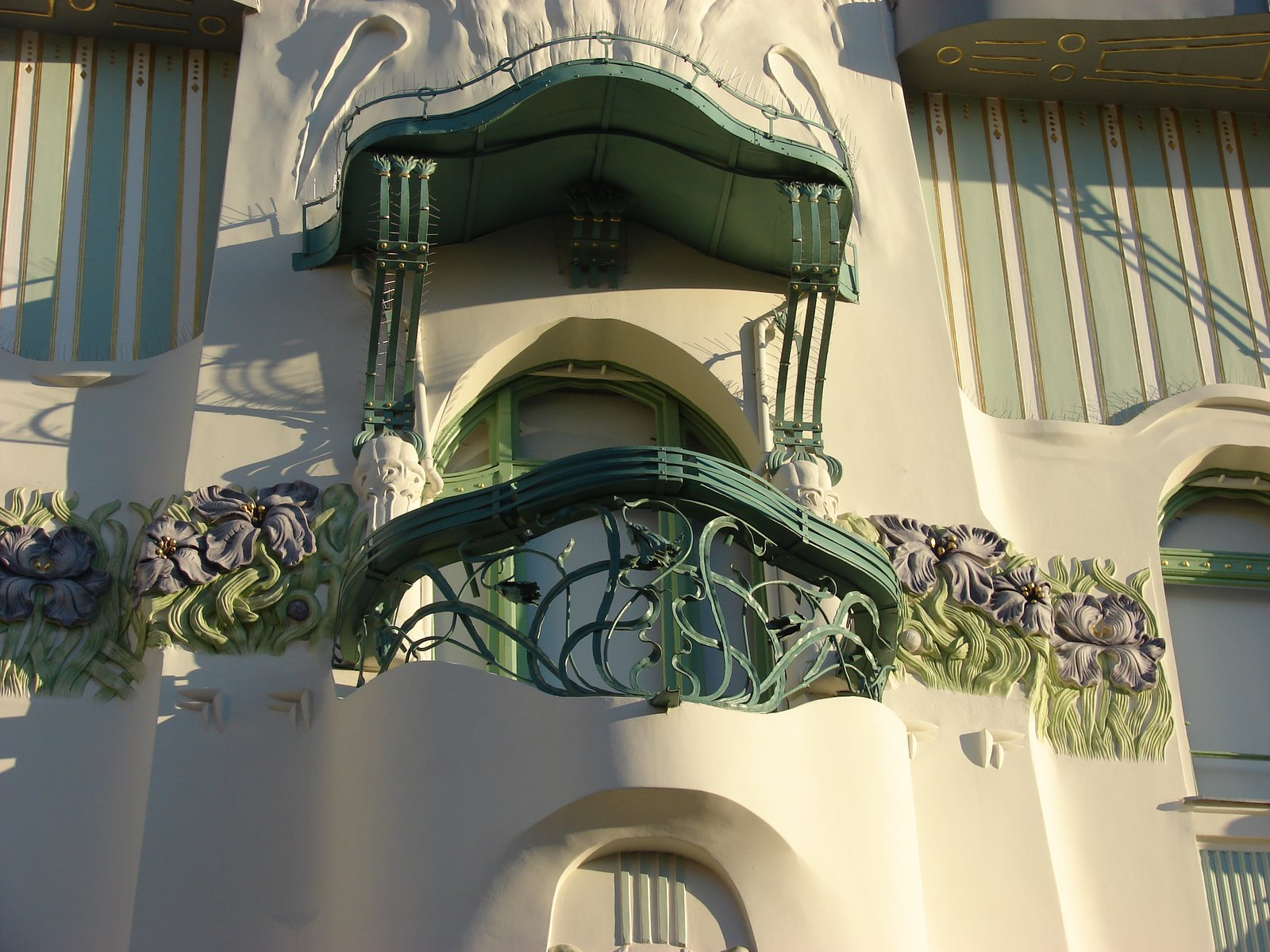
A felújított homlokzat egy része

### A második világháborúig
A Reök-palota alaprajza a család igényeinek megfelelően lett kialakítva. A megbízó, fiúgyermekei részére, szintenként egy-egy garzonlakás, leánygyermekei részére szintenként két-két többszobás lakás tervezését kérte. A földszinti sarokrészen vendéglő nyílt, míg a többi helyiséget iparosok, kereskedők bérelték. A bejárat mellett balra két üzlethelyiségnyi alapterületen rendezte be Magyar Ede a tervezőirodáját. A többi lakást földbirtokosok, katonatisztek, egyetemi tanárok lakták. Itt lakott Kiss Ferenc is, a „szegedi erdők atyja”, melyet ma emléktábla örökít meg az épület homlokzatán. 1916-ban a 12 000 Koronára becsült szegedi Reök-palota épület ajándékozással Berdenich Jenőné Reök Mária, újból férjezett Kerner Gézánéra szállt; tőle 1928-ban adásvétellel egyenlő arányban vitéz Reök Etele (1886-1964) budapesti, dr. Korpássy Gyuláné Reök Margit és dr. Reök Andor (1899-1944) szegedi lakosok birtokába került. Reök Etele, az 5. honvéd gyalogezred főhadnagya 1911-ben, Reök Iván országgyűlési képviselő 1921-ben a palota lakói.
A lakások elhelyezése, alaprajzi kialakítása korszerűnek és egyben igen szellemesnek mondható. Az udvari oldal, mely ebben az időben még uralkodó volt a bérházépületeknél, itt hiányzik. A telek észszerűen gazdaságos beépítését segíti a félkörben visszametszett udvari homlokzat, ahol az ívelt felület eredményei délután is jó megvilágítást adnak a lépcsőháznak. A melléklépcső kapcsolódása a lakásokhoz szintén ötletes.

### A második világháború után
Az óriási lakásokat a második világháború után feldarabolva társbérletté alakították. Az 1960-as felújításkor az erősen károsodott – igen részletdús - homlokzat egyszerűsítését rendelték el. Az akkori városi főmérnök, Beszédes Kornél közbenjárására állagvédelemre módosították, ami azzal járt, hogy a megrongálódott, kissé rosszabb állapotban lévő kovácsoltvas vasvirágokat letörték, eltávolították a helyre állítás helyett. Ebbe beletartozott a lépcsőház első emeleti lámpaoszlopának lefűrészelése is.
1974-ben a második felújítás alkalmával elbontották az akkor már csak két megmaradt eredeti liliomos - kandallóhoz hasonlító – rácsos vaskályhát is. A luxuslakások kellékei és tartozékai, a mennyezetdíszek, az aranyozott ajtók, a liliomos díszítésű színes fürdőszobai mosdókagylók, a gázégésű hengerkályhák eddigre már mind megsemmisültek, vagy elbontották azokat.
Az 1980-as évek végén a földszinten igényesen kialakított bankfiók létesült, tervezője Koczor György volt, a belsőépítészeti munkákat Fekete György tervezte, alkalmazkodva az épület szecessziós hangulatához. Ezzel egy időben a külső homlokzatok is felújításra kerültek.

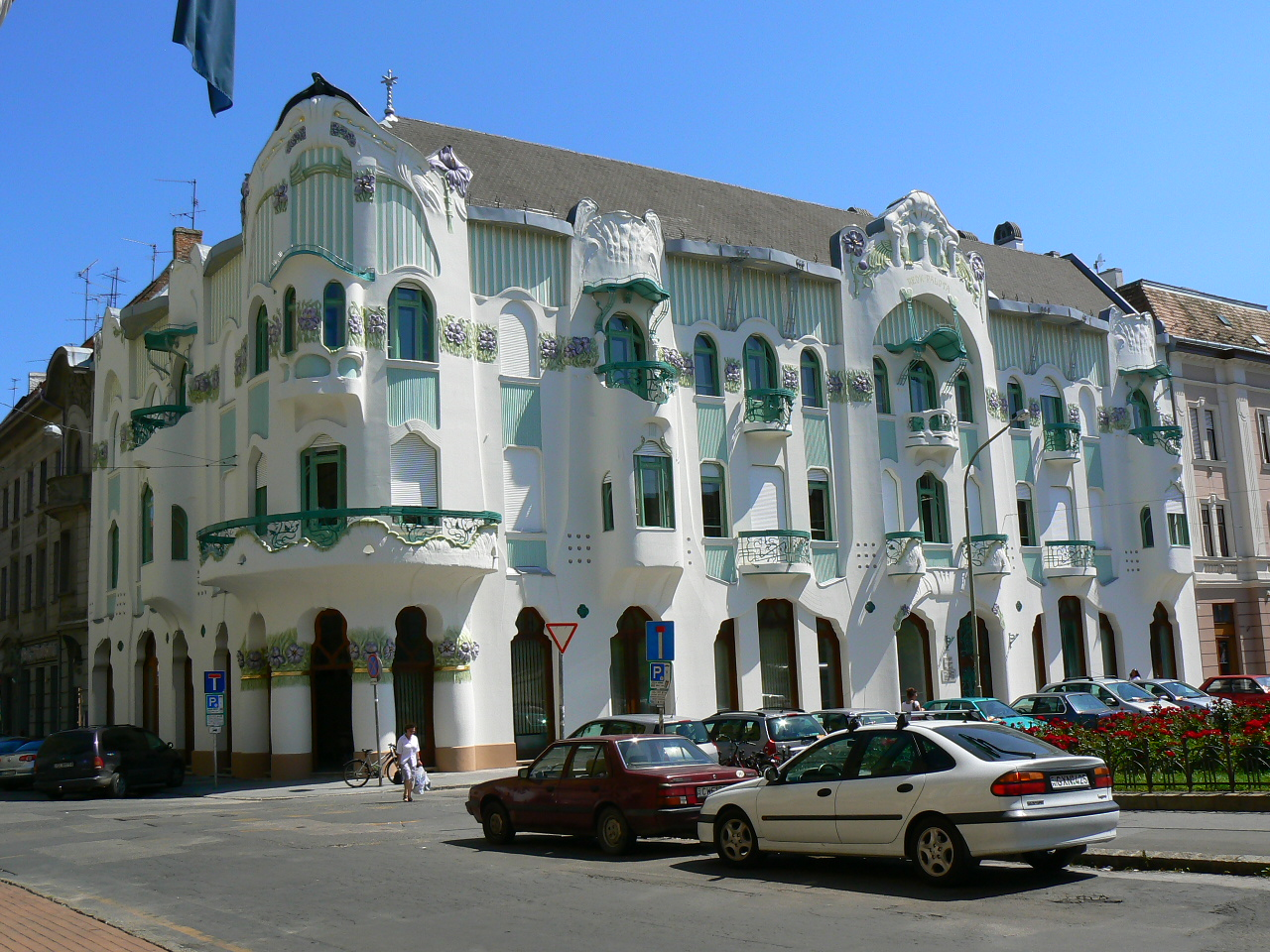
A Tisza Lajos körút felől

### Újjászületés
Az épület a rendszerváltás után években gyors állagromlásnak indult, az 1990-es évek végére, 2000-es évek elejére már kifejezetten rossz állapotban, üresen állt. Teljes műemléki helyreállításáról, az emeleti szintek képtárrá való alakításáról, a pincében raktárak létrehozásáról valamint az udvar lefedéséről 2004-ben döntött a városvezetés.
2007 nyarán készült el az épület teljes rekonstrukciója, korszerűsítése. A generál tervező Rantal János volt. 2007 augusztusában, a épület 100 éves jubileumára rendezett ünnepélyen adták át, ekkor kapott benne helyet a Regionális Összművészeti Központ (REÖK), amelyben időszaki tárlatokat, irodalmi és zenei programokat, szobaszínházi előadásokat tartanak. Az intézmény ebben az évben kezdte meg működését a Bátyai Edina által vezetett Szegedi Szabadtéri Játékok intézményi keretei között. Az igazgatóság olyan multifunkcionális, főleg vizuális művészeteket, de a kapcsolódó társművészeteket is interaktívan bemutató intézményt álmodott meg, amely programkínálatával szervesen illeszkedik a város, és főként a szegedi fesztiválnyár eseményei közé. Fontos szempont volt az is, hogy a palota saját önálló rendezvényeivel is aktívan részt vegyen a szegedi kulturális életben. A REÖK alapító igazgatója Dr. Herczeg Tamás, vezető kurátora Dr. Nátyi Róbert Archiválva 2020. szeptember 30-i dátummal a Wayback Machine-ben. 
Herczeg igazgatása alatt a REÖK művészeti élete és népszerűsége töretlenül fejlődött. Évente megrendezésre kerültek a világhírű mesterek tárlatai és sok száz hazai és nemzetközi kortárs képzőművész kiállítása. Sajátos arculattal és progresszív színházi törekvésekkel megnyílt a REÖK Stúdiószínpad. A földszinti üzlethelyiségben a város legnépszerűbb cukrászdája lelt otthonra, míg a másik szárny üzlethelyiségeit visszacsatolva az épülethez reprezentatív közönségkapcsolati pontot alakíttatott ki. Az igazgató elkötelezetten ápolta az egykori építtetők emlékét is, személyes kötődése, hogy maga is a Reök- palotában nőtt fel. A családtól megszerezte Reök Iván portréját, amit a zöld szalonban kapott helyett. A ház tervezőjének emléket állítva kezdeményezte, hogy Magyar Ede nevét viselje a tér.
2012. október 20-án a palota építtetője és tulajdonosának a leszármazottjai koszorúzást és megemlékezést tartottak Horgos-Kamaráson a családi síroknál, valamint Szegeden. Ekkor Reök Etele (1886–1964) fia, nemes Reök Attila (1913–2012), százados, valamint fia, dr. Reök György, pszichológus, és unokája, Reök Miklós és számos rokona képviselte a családot.

## Külső hivatkozások
- REÖK
- Képek a nyitás napján
- A magyar Gaudi